# スラップ奏法

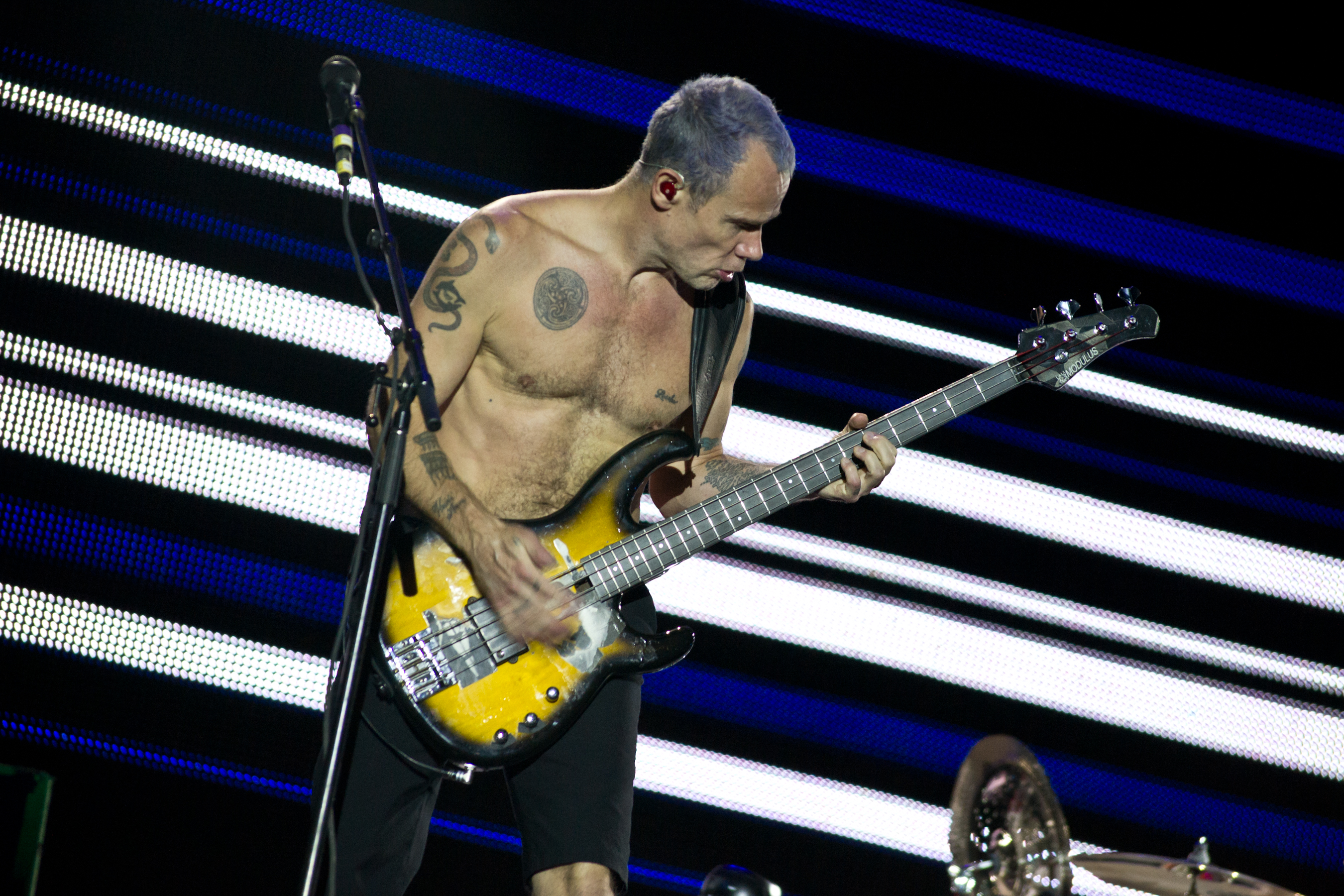
スラップ奏法をロックミュージックに持ち込んだベーシストのフリー。

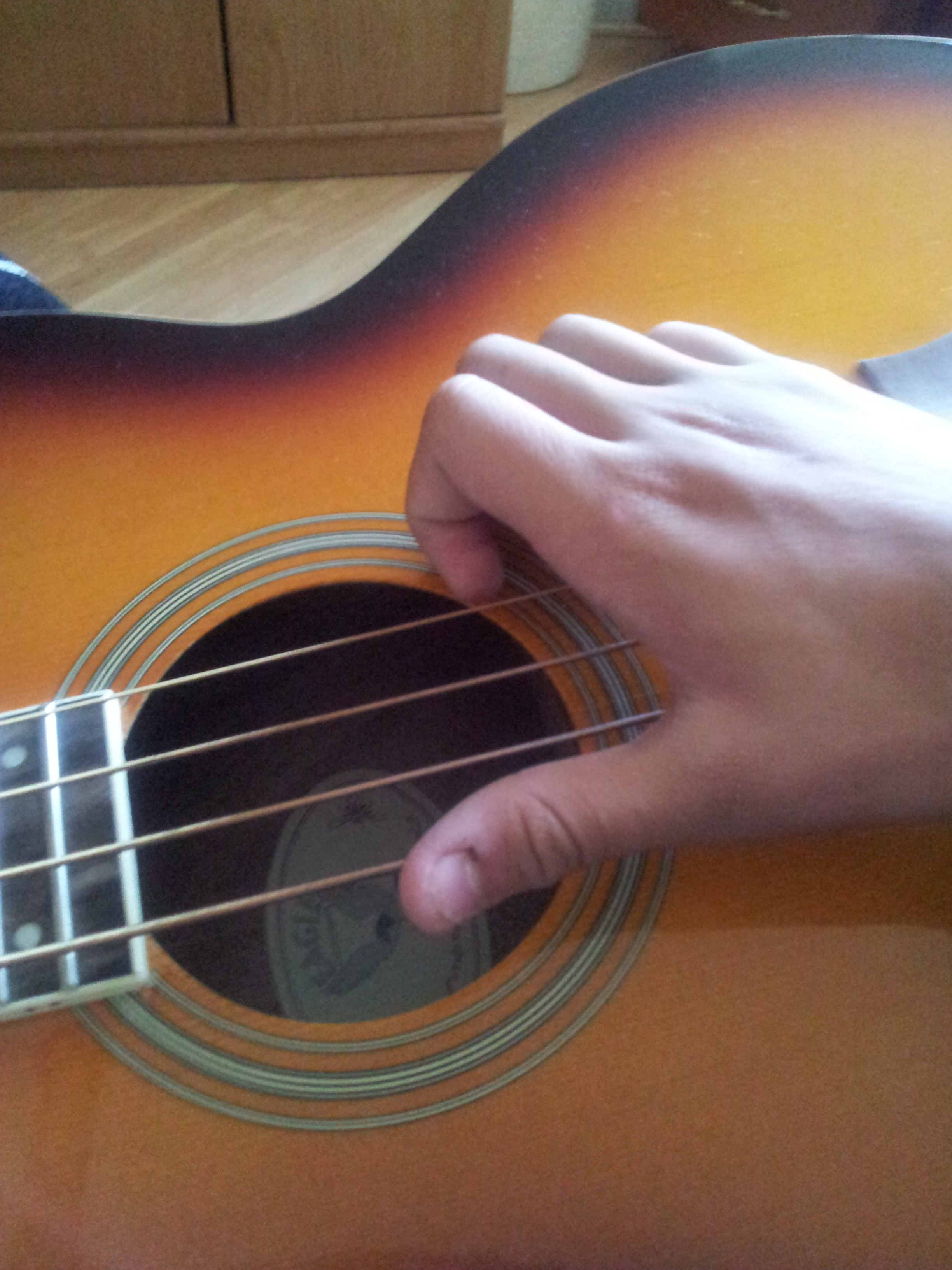
スラップ奏法をするときの手の位置

スラップ奏法（スラップそうほう）は、ベースの演奏方法のひとつ。スラッピング（英: slapping）、日本においてはチョッパー（英: chopper）とも呼ばれる。「Slap」とは英語で「（平手で）打つ」という意味の動詞である。

## アップライトベース
電気を通していないベースは、アップライト・ベース、ダブル・ベース、ウッド・ベースなどと呼ばれる。これらはコントラバスと同じだが、コントラバスはクラシック音楽において、弓を使用して演奏される。奏法としては以下のような奏法が存在する。
- 指で弦を引っ張り垂直に離す事で指板に当て、実音（音程）と同時にスラップ音を発生させる奏法[注 1]。
- 指で弦を叩き指板に打ち付け、その直後に弦を弾く事で、スラップ音と実音（音程）を鳴らす奏法。
- 手首近くの部分で素早く低音側の弦を指板に打ち付け、スラップ音のみを発生させる奏法。
- ウッドベースの弦を指で引っ張りつつ滑離し、低音とネックに当たる「カチッ」という中高音をミックスさせた音を出し、更に手の平で弦をネックに叩きつけてパーカッション効果を出す奏法[注 2]。

いずれの奏法も弦を指板上に叩き付ける事でスネアドラムのリムショットのような音が鳴り、通常の音色（実音）に打楽器的な表現を加える事が出来る。古くは拡声器の無い頃、スウィング・ジャズのビッグバンドでベース奏者が大きな音を出すために用いたが、後にロカビリー、ネオ・ロカビリー、サイコビリー、ジャズ、カントリーその他で使用されるようになる。初期は1920年代から30年代のスウィング・バンド、スウィング・オーケストラで使われた。

## エレクトリックベース
エレクトリックベースにおいてのスラップ奏法は、親指で弦を叩くようにはじく動作（サムピング、英: thumping）と、人差し指や中指で弦を引っ張って指板に打ちつける動作（プリング、英: popping）があり、この二つの動作を組み合わせる事で打楽器のようなパーカッシブな効果が得られる。基本的な弾き方としてはサムピングで低音弦、プリングで高音弦を奏する。
誕生以来、主にファンクで聞かれたが、現在では様々な音楽ジャンルの楽曲で使われているようになった。スライ&ザ・ファミリー・ストーンのメンバーだったラリー・グラハムは、自身がドラムレスのバンドで低音弦のサムピングをバスドラム、高音弦のプリングをスネアに見立て奏したのが始まりだと語っている。しかし、スラップの元祖には異論が多くあり、同時期の音楽シーンで自然発生したのではないかとの見方もある。他にブーツィ・コリンズ 、バーナード・エドワーズ、ルイス・ジョンソンらが、スラップ奏法のベーシストとして知られている。
楽器を腰より上に構えるか、腰より下に低く構えるかで、親指の角度と共に奏法が変わる。そのため、低く構えるベーシストの中にも、複雑なスラップ奏法の際にはモニタ・スピーカや台に足を乗せ、高く構えた時と同様の高さに持ち上げるベーシストもいる。

## スラップ奏法を使う主なベーシスト
- マーク・アダムス (スレイブ)
- ジェイムス・アレキサンダー (バーケイズ)
- ブーツィ・コリンズ (ブーツィーズ・ラバー・バンド、ファンカデリック、パーラメント)
- マーヴィン・クレイグ (レイクサイド)
- ネイザン・イースト (ボビー・ウーマック、ダフト・パンクなど)
- バーナード・エドワーズ (シック)
- フリー(レッド・ホット・チリ・ペッパーズ)
- ジョニー・フリッピン (ファットバック)
- ラリー・グラハム[5] (スライ&ザ・ファミリー・ストーン、グラハム・セントラル・ステーション)
- ルイス・ジョンソン
- マーカス・ミラー
- ジョン・テイラー (デュラン・デュラン)
- マーク・キング (レベル42)

## 日本における「チョッパー奏法」
日本におけるスラップ奏法の始祖は、米軍基地でアメリカ人の演奏を見てスラップ奏法を始めたジャズ、ロカビリーのベーシストが存在し、誰が最初に始めたかを特定するのは困難である。ただ、田中章弘（鈴木茂&ハックルバック）は自身の証言として「日本で最初にチョッパー（スラップ）を始めたのは誰なのかと検索すると後藤次利って出て来るのね。でもボクの方が先です」と語っている。ザ・ドリフターズのいかりや長介が、日本における最初の奏者であるという説もある。日本のスラップ・ベース奏者で、ファンキーな特徴をよく表現しているのは、美乃家セントラル・ステイションに在籍した六川正彦、福田郁次郎がまずあげられる。他に鳴瀬喜博やオーサカ=モノレールの大内毅、中村大らもいる。
日本の音楽界に広がったスラップ奏法は、日本独自表現で「チョッパー」と呼ばれたが、英語では「Slapping・スラッピング」が一般的である。ただし、ラリー・グラハムが自身の教則ビデオ内でスラップなど他の名称と並べ「チョッパー」という呼称も紹介していた。一部の教則本などでは「スラップ」と「チョッパー」を別の演奏方法として紹介する場合もあるが、これは日本独自の解釈である。
注意点として、エレクトリックベースでのスラップ奏法は、瞬時に高いエネルギーの信号を発生させるため、ロック等で顕著な大音量で弾いた際にスピーカーを故障させたり、真空管を用いたアンプに至ってはアンプその物を故障させる可能性がある。そのためスラップ奏法を行う際は右手のコントロールで確実にダイナミクスを調整するか、音量を抑えるリミッター、コンプレッサー等のエフェクターを使用して、過大入力を防ぐ事を考慮しなければならない。